# Diego Giovanni Ravelli
Diego Giovanni Ravelli (Lazzate,  1 de novembro de 1965) é um prelado católico italiano e atual Mestre de Celebrações Litúrgicas Pontifícias.

## Biografia
Nascido em Lazzate, foi ordenado sacerdote pela Associação Clerical Pública dos Sacerdotes de Jesus Crucificado em 1991, posteriormente incardinado na diocese de Velletri-Segni.
Em 2000, obteve o diploma em Metodologia Pedagógica na Faculdade de Ciências da Educação da Pontifícia Universidade Salesiana, obteve o doutorado em Sagrada Liturgia no Instituto Litúrgico do Pontifício Ateneu Santo Anselmo de Roma, em 2010.
Juntou-se ao Instituto de Caridade do Papa em 1998 e foi indicado para ser o diretor do local acima mencionado de 12 de outubro de 2003 até 11 de outubro de 2021. Ele dirigiu a loteria anual aos fundos Collect para instituições de caridade do Papa e, assim, alocar presentes e presentes recebidos pelo papa, ele era capelão no centro espiritual e ajudava na paróquia local.
Trabalhou ao mesmo tempo no Gabinete das Celebrações Litúrgicas do Sumo Pontífice, onde foi Assistente do Mestre de Cerimônias. O Papa Bento XVI o nomeou Mestre de Cerimônias Pontifício em 25 de fevereiro de 2006, renovando essa nomeação em 2011. Em 11 de outubro de 2021, o Papa Francisco o nomeou Mestre das Celebrações Litúrgicas Pontifícias e diretor do Coro Pontifício da Capela Sistina, onde em 11 de outubro de 2021, o Sumo Pontífice oficialmente o nomeou Mestre das Pontifícias Obras Litúrgicas e chefe da Pontifícia Capela Musical.

## Celebrações pontifícias
Foi nomeado para compor o corpo de cerimoniários pontifícios em 2006 pelo Papa Bento XVI.

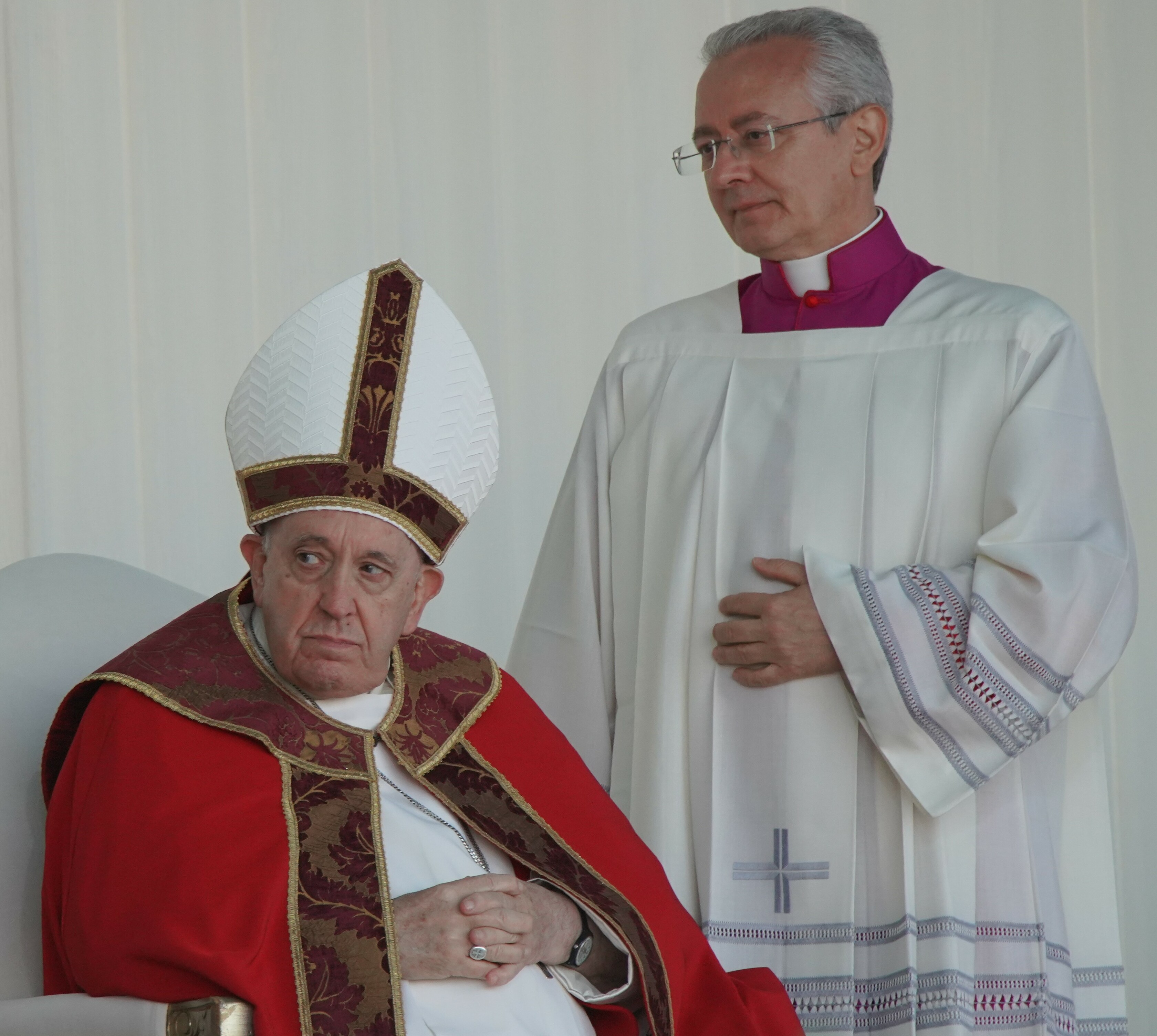
Diego Ravelli como cerimoniário pontifício no papado de Francisco.

Em 11 de outubro de 2021 foi nomeado, pelo Papa Francisco, Mestre de Celebrações Litúrgicas Pontifícias, em substituição ao Monsenhor Guido Marini, agora nomeado Bispo da Diocese de Tortona.
Em 17 de outubro de 2021, na ocasião da Ordenação Episcopal do Monsenhor Guido Marini, iniciou os trabalhos como Mestre de Cerimônias Pontifício, auxiliando ao Papa Francisco na celebração.

## Episcopado
No dia 21 de abril de 2023 foi nomeado bispo pelo Papa Francisco com a dignidade de Bispo da sede titular de Recanati.
Em 3 de junho de 2023 é ordenado bispo pelo Cardeal Pietro Parolin na Basílica de São Pedro.
No dia 27 de junho de 2023 o Papa Francisco nomeou Delegado pontifício da Basílica de Santo Antônio de Pádua, sucedendo ao arcebispo Fabio Dal Cin.